# Resedaceae
Resedaceae é uma família de plantas com flor pertencente à ordem Brassicales que inclui cerca de 85 espécies, repartidas por 6 géneros, quase todas herbáceas, raramente subarbustivas. A nova circunscrição taxonómica, proposta no contexto do sistema de classificação APG IV, alarga a família para 8 a 12 géneros, contendo pelo menos 107 espécies validamente descritas.

## Descrição
As Resedaceae são uma família de plantas herbáceas ou raramente subarbustivas, com filotaxia helicoidal, folhas inteiras, tripartidas ou pinatífidas, com estípulas glandulosas.
As flores são pequenas, hermafroditas, zigomorfa, com cálice com 2-8 sépalas, por vezes desiguais, e corola com 2-8 pétalas (por vezes em número diferente das peças do cálice), frequentemente lacinadas, as posteriores maiores. O androceu com 3 a muitos estames, o gineceu súpero, sincárpico, com os carpelos soldados sempre na base, por vezes não soldados na parte superior, com um número de carpelos variável entre 2 e 7. Inflorescências abertas, em rácemo ou em espiga.
O fruto é capsular (em Reseda) ou polifolicular (em Sesamoides).
A família em uma distribuição natural alargada, principalmente pelas regiões temperadas da Eurásia e Norte de África, com o seu centro de maior diversidade em torno da Bacia do Mediterrâneo. Predominam as espécies adaptadas a habitats áridos e ensolarados, como as estepes, desertos e taludes, apresentando em geral preferência por substratos calcários. Cinco espécies (Reseda alba L., Reseda lutea L., Reseda luteola L., Reseda odorata L. e Reseda phyteuma L.) são plantas ruderais ou arvenses, ocorrendo em áreas alteradas por acção antrópica, e quatro (Reseda attenuata (Ball) Ball, Reseda complicata Bory, Reseda glauca L. e Reseda gredensis (Cutanda & Willk.) Müll.Arg.) estão confinadas a zonas montanhosas. Em cinco dos seis géneros da família Resedaceae, pelo menos uma das espécies (em Caylusea e Reseda) ou todas (em Ochradenus, Oligomeris e Randonia) têm como habita preferencial ambientes desérticos ou subdesérticos.
Quatro géneros são constituídos na maioria por herbáceas anuais ou perenes (Caylusea, Oligomeris, Reseda e Sesamoides), sendo os restantes compostos por arbustos (Ochradenus e Randonia). O hábito arbustivo também aparece num pequeno grupo com cerca de nove espécies do género Reseda, originárias principalmente do Corno de África.
Recentemente, foi proposta a primeira hipótese filogenética de ordenamento da família Resedaceae, baseada na topologia de algumas regiões do seu ADN, com o objectivo de avaliar as classificações taxonómicas tradicionais da família e determinar os principais mecanismos evolutivos do grupo.

## Taxonomia
A família Resedaceae é composta por seis géneros (Caylusea A.St.Hil, Ochradenus Del., Oligomeris Cambess., Randonia Coss., Reseda L. e Sesamoides All.), com cerca de 85 espécies, das quais mais de 70% pertencem ao género Reseda. O conhecimento taxonómico básico está relativamente bem estabelecido, principalmente como fruto de dois trabalhos monográficos exaustivos baseados exclusivamente em dados morfológicos. Também o enquadramento taxonómico geral da família na ordem Brassicales é considerado consistente, como o comprovam estudos baseados em caracteres morfológicos, bioquímicos e moleculares, embora a relação com os grupos mais próximos não esteja totalmente esclarecida.
A família Resedaceae, na sua circunscrição taxonómica do sistema de classificação APG III, inclui os seguintes géneros:
- Caylusea
- Ochradenus
- Oligomeris
- Randonia
- Reseda
- Sesamoides

As Resedaceae foram colocados no sistema de classificação de Cronquist na ordem Capparales, mas o sistema de classificação APG II transferiu o grupo para a ordem Brassicales, o que passou a ser consensual. Recentemente, o sistema de classificação APG IV (2016) expandiu a circunscrição taxonómica da família para incluir os géneros Borthwickia (anteriormente na família Borthwickiaceae), Neothorelia, Stixis e Tirania (anteriormente na família Stixidaceae) e Forchhammeria (anteriormente na família Capparaceae). Com esta nova circunscrição, a família passou a incluir os seguintes géneros:
- Borthwickia - 1 espécie, anteriormente considerada como a família monotípica Borthwickiaceae;
- Caylusea - 3 espécies;
- Forchhammeria - 10 espécies;
- Homalodiscus - 2 espécies;
- Neothorelia - 1 espécie;
- Ochradenus - 4 espécies;
- Oligomeris - 3 espécies;
- Randonia - 1 espécie;
- Reseda - c. 55 espécies;
- Sesamoides - 1 espécie;
- Stixis - 7 espécies;
- Tirania 1 espécie.

Por outro lado, recentes estudos moleculares sugerem que Oligomeris, Randonia e Ochradenus se diferenciaram de entre as espécies contidas no género Reseda, que assim seria parafilético. Estes resultados implicam que apenas três géneros deveriam ser reconhecido no grupo, mas ainda não foram publicadas as correspondentes alterações nomenclaturais.
Nessa nova circunscrição, a família Resedaceae inclui plantas anuais, bienais e perenes, com distribuição natural nas regiões temperadas e subtropicais da Europa, oeste da Ásia, Médio Oriente, Ásia Oriental, América do Norte, Mesoamérica, Caraíbas e África do Sul. Entre as espécies incluídas estão:
- Caylusea abyssinica;
- Ochradenus socotranus;
- Oligomeris linifolia;
- Reseda lutea.